# X съезд Коммунистической партии (большевиков) Беларуси
X съезд Коммунистической партии (большевиков) Беларуси прошёл с 3 по 10 января 1927 года в Минске. На нём присутствовало 278 делегатов с решающим и 226 с совещательным голосом от 30 995 членов и кандидатов в члены партии.

## Порядок съезда
- политический и организационный отчёт о работе ЦК КП(б)Б (А. И. Криницкий, Н. М. Голодед);
- отчёт о работе ЦК КП(б)Б (В. А. Радус-Зенькович);
- доклад ЦКК ВКП(б) (Я. X. Петерс);
- доклад Ревизионной комиссии КП(б)Б (А. А. Чернушевич);
- итоги хозяйственного строительства в БССР и дальнейшие задачи (И. А. Адамович);
- выборы руководящих органов партии.

## Работа съезда
Съезд подвел итоги работы КП(б)Б за 1926 год, одобрил политическую линию и практическую деятельность ЦК КП(б)Б.
Правительству БССР было предложено укрепить материально-техническую базу совхозов и создать фонд кредитования колхозов.
Анализируя процесс культурного строительства, съезд потребовал провести белорусизацию в рамках национальной политики, увеличить ассигнования на народное образование, объединить интеллигенцию вокруг партии и укрепить партийное руководство через печать.
Съезд поручил ЦК решительно бороться с идеологическими предубеждениями, последовательно проводить курс на индустриализацию и предложил усилить руководящую роль партии на всех направлениях социалистического строительства.

## Итоги съезда
Съезд избрал ЦК КП(б)Б в составе 62 членов и 43 кандидатов в члены, ЦКК в составе 37 членов и 11 кандидатов в члены и Центральную ревизионную комиссию в составе 7 членов.